# Siarhiej Matwiejczyk
Siarhiej Matwiejczyk (biał. Сяргей Матвейчык, ros. Сергей Матвейчик, Siergiej Matwiejczik; ur. 5 czerwca 1988 w Żłobinie) – białoruski piłkarz występujący na pozycji pomocnika.

## Kariera klubowa
| Sezon | Klub     | Kraj     | Rozgrywki        | Mecze | Bramki |
| ----- | -------- | -------- | ---------------- | ----- | ------ |
| 2006  | FK Homel | Białoruś | Wyszejszaja liha | 1     | 0      |
| 2007  | FK Homel | Białoruś | Wyszejszaja liha | 1     | 0      |
| 2008  | FK Homel | Białoruś | Wyszejszaja liha | 23    | 1      |
| 2009  | FK Homel | Białoruś | Wyszejszaja liha | 24    | 1      |
| 2010  | FK Homel | Białoruś | Pierszaja liha   | 27    | 0      |
| 2011  | FK Homel | Białoruś | Wyszejszaja liha | 23    | 1      |
| 2012  | FK Homel | Białoruś | Wyszejszaja liha | 22    | 0      |